# René Sédillot
 (juin 2008).
Si vous disposez d'ouvrages ou d'articles de référence ou si vous connaissez des sites web de qualité traitant du thème abordé ici, merci de compléter l'article en donnant les références utiles à sa vérifiabilité et en les liant à la section « Notes et références ».
René Sédillot, né le 2 novembre 1906 à Orléans et mort le 21 octobre 1999 à Paris, est un juriste, journaliste et historien économique français. Il a publié des ouvrages d'histoire financière, d'histoire industrielle et d'histoire générale. Il est enterré à La Selle-sur-le-Bied (Loiret).

## Biographie

### Jeunesse et études
René Sédillot effectue ses études secondaires aux lycées de Bourges et de Mayence, puis au lycée Henri-IV à Paris. Il est diplômé de l'École libre des sciences politiques. Il est également licencié ès-lettres. 
Il est docteur en droit à 21 ans[réf. nécessaire]. 
Il participa à l'Information financière avant d'avoir fini ses études.

### Carrière
- Secrétaire de la rédaction de L'Information entre 1928 et 1940.
- Journaliste sous l'Occupation à Inter-France informations, filiale de l'Agence de presse Inter-France de 1937 à 1945[3].
- Rédacteur en chef de La Vie française en 1945[4], puis directeur-rédacteur en chef (1962) et conseiller de la direction (1977) de l'hebdomadaire La Vie française.
- Vice-président du Syndicat national de la presse économique et financière (depuis 1965).
- Vice-président (en 1965) puis Président (depuis 1972) de l'Union de la Presse Économique et Financière Européenne.
- Membre (1962) et Vice-président (1964) de l'Académie d'histoire.
- Président de la section de Paris de la Défense de la langue Française (1983).

## Distinction et décoration
- Lauréat du prix de l'Académie française en 1959, 1963, 1965 et 1988.
- Prix Renaissance de l'économie, 1987
- Prix des intellectuels indépendants 1988 pour Le Coût de la Révolution française[5]
- Officier de La Légion d'honneur

## Thèses
Pour Sédillot, la Révolution française a, au nom de l'égalité, enrichi les riches et appauvri les pauvres.[source insuffisante]

## Publications
- La Chute des empires : 1945-1991, Perrin, 1992
- Le Coût de la Terreur, Perrin, 1990
- Histoire morale et immorale de la monnaie, Bordas, 1989
- Les deux cents familles, Perrin, 1988
- Le Coût de la Révolution française, Perrin, 1986

- Prix Eugène Colas 1988 de l’Académie française
- Histoire des marchés noirs, Tallandier, 1985
- La France de Babel-Welche : l’Hexagone au XXIe siècle, Calmann-Lévy, 1983
- La Lyonnaise des Eaux a cent ans : 1880-1980, SDE Conseils en Information, 1980
- Histoire du franc, 1ère édition, Sirey, 1938, 2ème, Sirey 1953,..., Sirey,1979
- Histoire des socialismes, Fayard, 1977
- Histoire de l’or, Fayard, 1974
- Histoire du pétrole, Fayard, 1974, Édition italienne 1975, Édition roumaine 1976
- Onze monnaies plus deux, Hachette, 1973
- ABC de l’économie, Hachette, 1970

- Prix Broquette-Gonin (littérature) 1971 de l’Académie française
- La Grande aventure des Corses, Fayard, 1969
- D’Achille à Astérix : 25 pastiches d’histoire à la façon de…, Flammarion, 1968
- Survol de l’histoire de l’Europe, Fayard, 1967
- L’Histoire n’a pas de sens, Fayard, 1965
- Histoire des marchands et des marchés, Fayard, 1964

- Prix Thérouanne en 1965 de l’Académie française
- Paris, Fayard, 1962

- Prix Broquette-Gonin (littérature) 1963 de l’Académie française
- Peugeot : de la crinoline à la 404, Plon, 1960
- Survol de l’histoire de France, Londres 1952, New-York 1953, Fayard 1955, Canada 1955, Club des libraires de France 1959
- Du franc Bonaparte au franc De Gaulle, Calman-Lévy, 1959
- ABC de l’inflation, Plon, 1958
- La Maison De Wendel de 1704 à nos jours : deux cent cinquante ans d’industrie en Lorraine, Riss et Cie, 1958
- Histoire des colonisations, Fayard, 1958

- Prix Pouchard 1959 de l’Académie française
- Le Fisc ou L’école des contribuables, Amiot-Dumont, 1955
- Toutes les monnaies du monde : dictionnaire des changes, Sirey, 1955
- Survol de l'histoire du monde (Fayard 1949, Club des libraires de France 1958, Édition suédoise 1950, anglaise 1950, américaine 1950,  norvégienne 1952, italienne 1953, espagnole 1954, danoise 1954, coréenne 1957, brésilienne 1966, Livre poche américain 1953.
- Les Secrets du marché de l’or, Sirey, 1948
- La Victoire de l’or, A. Martel, 1946
- Le Franc enchaîné : histoire de la monnaie française pendant la guerre et l’occupation, Sirey, 1945
- Le Drame des monnaies : histoire contemporaine des changes, Sirey, 1937
- Les villes-champignons : contribution à l’étude de l’évolution urbaine, Les presses modernes, 1928